# 룽후구

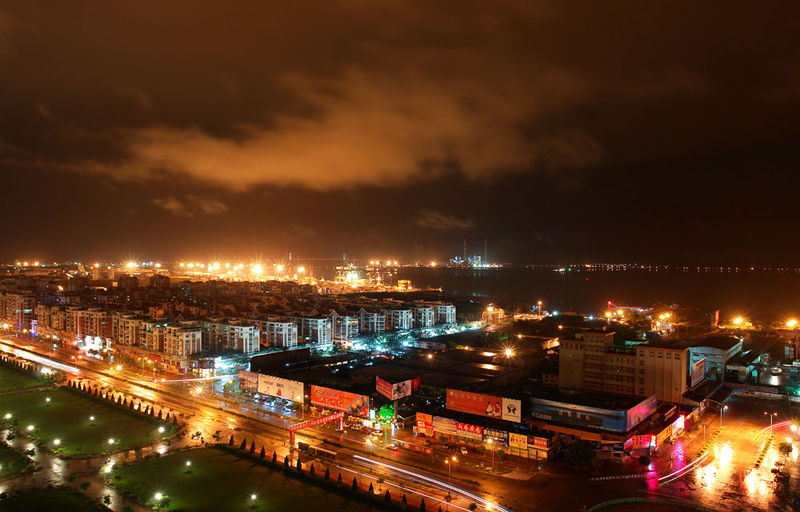

룽후구(한국어: 용호구, 중국어: 龙湖区, 병음: Lónghú Qū)는 중화인민공화국 광둥성 산터우 시의 현급 행정구역이다. 넓이는 104km2이고, 인구는 2007년 기준으로 370,000명이다.

## 행정 구역
5개 가도, 2개 진을 관할한다.
- 가도: 金霞街道 , 珠池街道 , 新津街道 , 龙祥街道 , 鸥汀街道
- 진: 新溪镇 , 外砂镇